# Лупоглав (општина)
Лупоглав (итал. Lupogliano) је насељено место и општина у Хрватској, у Истарској жупанији, раније у саставу бивше велике општине Пазин.

## Географија
Лупоглав се налази у централној Истри, око 10 km од улаза у тунел Учка, на путу према Бузету. Општина захвата територију од 93 km².

## Демографија
На попису становништва 2011. године, општина Лупоглав је имала 924 становника, од чега у самом Лупоглаву 288.
Према попису из 2001. године општина Лупоглав има 929 становника.

### Етничка структура
- Хрвати — 875 (94,19%)
- регионално опредељени — 26 (2,80%)
- неопредељени — 12 (1,29%)
- Италијани — 5 (0,54%)
- Словенци — 2 (0,22%)
- Срби — 2 (0,22%)
- Бошњаци — 1 (0,11%)
- Чеси — 1 (0,11%)
- Словаци — 1 (0,11%)
- остали — 2 (0,22%)
- непознато — 2 (0,22%)

## Попис1991.
На попису становништва 1991. године, насељено место Лупоглав је имало 309 становника, следећег националног састава:
| Попис 1991.‍  | Попис 1991.‍  | Попис 1991.‍ | Попис 1991.‍ | Попис 1991.‍ |
| ------------ | ------------ | ----------- | ----------- | ----------- |
|              |              |             |             |             |
| Хрвати       | Хрвати       |             | 236         | 76,37%      |
| Италијани    | Италијани    |             | 1           | 0,32%       |
| Словенци     | Словенци     |             | 1           | 0,32%       |
| Срби         | Срби         |             | 1           | 0,32%       |
| неопредељени | неопредељени |             | 2           | 0,64%       |
| регион. опр. | регион. опр. |             | 62          | 20,06%      |
| непознато    | непознато    |             | 6           | 1,94%       |
| укупно: 309  |              |             |             |             |